# Louis-Charles-Antoine Desaix

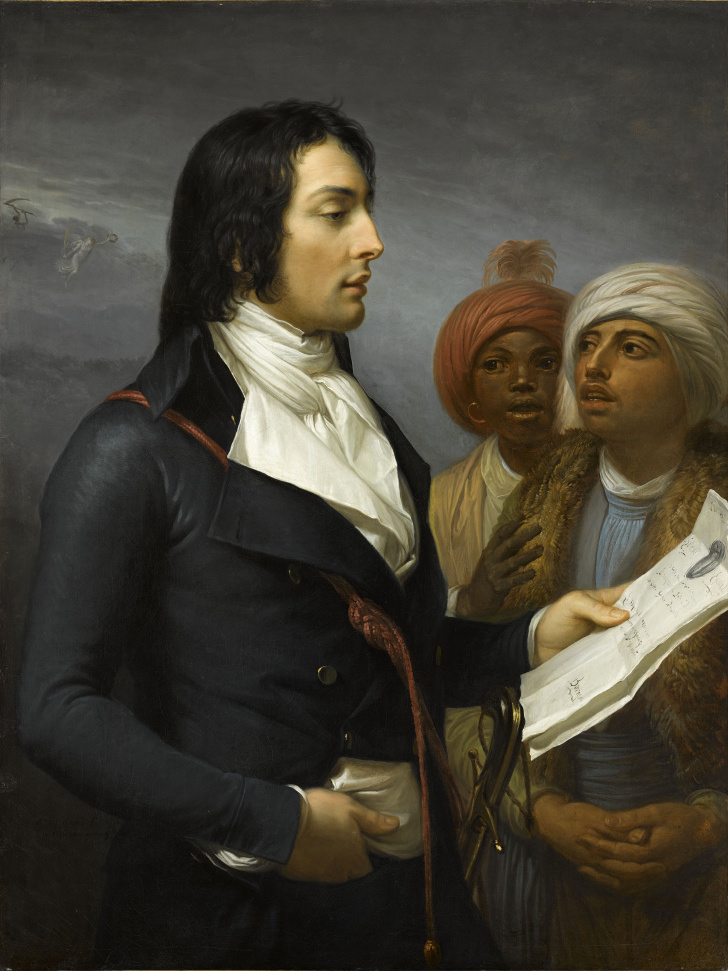
Louis Charles Antoine Desaix, portret door Andrea Appiani

Louis Charles Antoine Desaix (Ayat-sur-Sioule, 17 augustus 1768 - Marengo, 14 juni 1800) was een Frans generaal tijdens de Franse revolutionaire en napoleontische oorlogen.

## Levensloop
Hij werd geboren in de adellijke familie Des Aix die haar familielandgoed had in Veygoux (Charbonnières-les-Varennes). Desaix volgde zijn militaire opleiding aan de koninklijke militaire school van Effiat, en kort daarop ging hij bij het Franse koninklijke leger. In zijn eerste zes jaar dienst wijdde hij zichzelf aan studeren en zijn plicht vervullen. Toen de Franse Revolutie uitbrak sloot hij zich aan bij de generale staf van Charles Louis Victor de Broglie, dit kostte Desaix bijna zijn leven, maar hij ontsnapte aan de guillotine. Door zijn opvallende staat van dienst werd hij snel geliefd bij de Republikeinse regering. In 1794 had hij de rang bereikt van divisiegeneraal.
Tijdens de campagne van 1795 voerde Desaix het bevel over de rechtervleugel van het leger geleid door Jourdan.
Als gevolg van de terugtrekking die veroorzaakt werd doordat aartshertog Karel de veldslagen van Amberg en Würzburg gewonnen had, kreeg Desaix het bevel over de achterhoede van het leger van generaal Moreau, en later over het fort van Kehl. In Italië kwam Desaix in een goed blaadje te staan bij Napoleon Bonaparte. Desaix ging normaal gezien commandant worden van het "Armeé d'Angleterre", maar Napoleon plaatste Desaix over naar het Franse expeditieleger dat naar Egypte ging. In Egypte was het zijn divisie die de aanval van de Mammelukken afsloeg tijdens de Slag bij de Piramiden, door deze overwinning vergrootte hij zijn reputatie.

### Campagne van 1800 en dood
In 1800 werd Desaix geselecteerd om Napoleon te vergezellen tijdens zijn campagne in Italië. Het duurde maanden voordat hij de nieuwe eerste consul kon vergezellen, de campagne bereikte bijna zijn climax toen Desaix daar arriveerde. Hij kreeg onmiddellijk het bevel over een korps dat bestond uit twee infanteriedivisies. Op 14 juni hoorde Desaix rechts van hem de kanonnen die slag voerden bij Marengo. Hij nam het initiatief om in die richting te marcheren, en onderweg kwam hij een van de stafofficieren van Napoleon tegen die was op zoek gegaan naar hem om te zorgen dat Desaix naar het slagveld van Marengo zou marcheren. Hij arriveerde op het moment dat de Oostenrijkers de slag bijna hadden gewonnen, en leidde zijn drie regimenten naar het centrum van de vijandelijke linies. De Fransen wonnen de veldslag, maar tijdens de achtervolging van de Oostenrijkers werd Desaix gedood door een musketkogel.

## Eerbewijzen
Napoleon gaf aan Jean-Baptiste Regnault de opdracht een schilderij te maken over de dood van Desaix, La Mort de Desaix à Marengo (1801). Verder eerde Napoleon Desaix door enkele monumenten voor hem op te richten: in 1803 een portretbuste als onderdeel van een fontein op de Place Dauphine en in 1810 een standbeeld met een obelisk op de Place des Victoires, beide te Parijs. Beide hebben de politieke woelingen in Parijs niet overleefd. Laatstgenoemd beeld werd al bij de Bourbonrestauratie in 1814 verwijderd; de fontein op de Place Dauphine werd in 1874 gedemonteerd en weer opgebouwd in Riom.
- Bibliothèque nationale de France: cb119629889 (data)
- Gemeinsame Normdatei: 119462737
- Historisch woordenboek van Zwitserland: 042264
- International Standard Name Identifier: 0000 0000 8388 8666
- Library of Congress Control Number: n96012115
- Nationale Bibliotheek van Tsjechië: mzk2016930088
- Nationale Bibliotheek van Polen: a0000001223921
- Nederlandse Thesaurus van Auteursnamen: 139891625
- Réseau des bibliothèques de Suisse occidentale: 02-A003171473
- SNAC: w6s260qb
- Système universitaire de documentation: 027630013
- Virtual International Authority File: 64144428
- WorldCat: E39PBJj8MhMpcJff8P36gmBpT3